# Septembre 1926

## Événements
- Pérou : José Carlos Mariátegui fonde la revue Amauta. Víctor Raúl Haya de la Torre, créateur de l’Alliance populaire révolutionnaire américaine, y dénonce la « politique de pénétration » de l’impérialisme américain qui transforme certains États d’Amérique centrale et des Caraïbes en colonie avec la complicité des classes dirigeantes.

- 5 septembre : 
  - Incident de Wanhsien entre la Royal Navy et les forces du Kuomintang;
  - Grand Prix d'Italie à Monza. Le pilote français Louis Charavel s'impose sur une Bugatti. Bugatti est sacré champion du monde des constructeurs.

- 8 septembre : l'Allemagne adhère à la Société des Nations.

- 11 septembre : l'Espagne quitte la Société des Nations.

- 12 septembre : Solituderennen.

- 14 septembre, Canada : élection fédérale déclenchée par l'affaire King-Byng.

- 17 septembre : rencontre entre Aristide Briand et Gustav Stresemann à Thoiry, près de Genève, qui scelle le début de la réconciliation franco-allemande. Les conversations de Thoiry, connues à la suite d’indiscrétions, provoquent en France une vague d’indignation. Poincaré doit déclarer, fin septembre, que le gouvernement ne sacrifiera pas les droits donnés à la France par les traités.

- 25 septembre : 
  - William Lyon Mackenzie King (libéral) redevient premier ministre du Canada.
  - Signature à Genève de la Convention de Saint-Germain-en-Laye dans le but de lutter contre les différentes formes d’asservissement, y compris le travail forcé[1]. La SDN mettra en place en 1932 une commission chargée d’appliquer cette convention.
- 26 septembre : Inauguration du célèbre San Siro, étant le stade respectif de l'Inter Milan et de l'AC Milan. 35 000 spectateurs assistèrent à la victoire de l'Inter 6 buts à 3 face à son rival du Milan AC.

- 30 septembre : 
  - création de l'Entente Internationale de l'Acier (EIA)[2], à l'initiative d'Émile Mayrisch, industriel luxembourgeois, directeur de l'ARBED (Aciéries Réunies de Burbach-Eich-Dudelange). Ce cartel réunit la France, l'Allemagne, la Belgique, le Luxembourg et la Sarre; Son objet principal est de fixer des quotas de productions pour chaque membre, si ceux-ci sont dépassés des amendes sont prévues, en revanche s'ils ne sont pas atteints ce sont des primes qui sont versées. Ce premier cartel européen des producteurs d'acier préfigure la future CECA, mais la crise de 1929 et le repli des économies européennes sur elles-mêmes finiront par enterrer cette initiative.
  - Premier vol du de Havilland DH.66 Hercules.

## Naissances
- 3 septembre : 
  - Ernie Henry saxophoniste de jazz américain († 29 décembre 1957).
  - Irène Papas, actrice et chanteuse grecque († 14 septembre 2022).
- 6 septembre : Jacques Kalisz, architecte français († 6 mars 2002).
- 8 septembre : Marguerite Tiberghien, religieuse française.
- 14 septembre :
  - Vincenzo Agnetti, acteur espagnol († 2 septembre 1881).
  - El-Sayed Al Dhizui, joueur de football international égyptien († 24 décembre 1991).
  - Hans Joachim Bremermann, mathématicien et biophysicien germano-américain († 21 février 1996).
  - Michel Butor, écrivain français († 24 août 2016).
  - Carmen Franco y Polo, fille unique du dictateur Francisco Franco († 29 décembre 2017).
  - Bill Johnson, joueur et entraîneur américain de football américain († 7 janvier 2011).
  - Gracia Lee, actrice américaine († 6 juin 1995).
  - Antonio Molino Rojo, acteur espagnol († 2 novembre 2011).
  - Petar Šegedin, athlète yougoslave puis croate, spécialiste du 3 000 mètres steeple († 14 octobre 1994).
  - Mihály Tóth, footballeur hongrois († 7 mars 1990).
- 15 septembre :
  - Shohei Imamura, réalisateur japonais († 30 mai 2006).
  - Jean-Pierre Serre, mathématicien français.
- 17 septembre :
  - Jean-Marie Lustiger, cardinal catholique († 5 août 2007).
  - Jack McDuff, organiste de jazz américain († 23 janvier 2001).
- 21 septembre : Prosper Weil, juriste et universitaire français († 3 octobre 2018).
- 23 septembre : John Coltrane, saxophoniste de jazz américain († 17 juillet 1967).
- 24 septembre : Ricardo Maria Carles Gordo, cardinal espagnol, archevêque émérite de Barcelone († 17 décembre 2013).
- 26 septembre : 
  - Daniel Singer, journaliste polonais († 2 décembre 2000).
  - André Cellier, acteur et metteur en scène français († 21 janvier 1997).

## Décès
- 27 septembre : Georges Guigue, historien et archiviste français (° 8 novembre 1861).
- 29 septembre : Stanislas-Arthur-Xavier Touchet, cardinal français, évêque d'Orléans (° 13 novembre 1848).